# Кипарис
Кипарис (Cupressus) — рід хвойних дерев родини кипарисових.
Кипари́с — це дерево до 30–35 м заввишки з вузько-пірамідальною формою крони в молодому віці і широко-пірамідальною, інколи розпростертою — в зрілому. Хвоя м'яка, світло-зелена, пір'ясто-гребінчаста, на зиму опадає разом з вкороченими пагонами. Росте на вологих піщаних і глиняних ґрунтах, на берегах річок і на болотах з добрим дренажем.
Кипарис — світлолюбне, швидкоросле дерево, живе до 500–600 років. Зустрічаються окремі дерева, вік яких досягає до чотирьох-шести тисяч років. Так, 27 квітня 2023 року, видання Science Alert повідомило, що за результатом аналізу деревини кипарису Alerce Milenario (Великий прадідусь), який росте в Південному Чилі, він виявився найдревнішим деревом на Землі віком 5484 років.
М'яка, легка, волокнистої будови ядрова деревина ціниться завдяки добрим механічним якостям, і є стійкою проти гниття. Використовується для виготовлення меблів та інших виробів. Ця декоративна рослина розмножується насінням і живцями. Серцевина відрізняється кольором, а деревина має світлі смуги на темному тлі. Колір зазвичай коливається від жовтуватого до світло-темно-коричневого, червонувато-коричневого або майже чорного. Деревина рослин, що ростуть на південних болотах, має більш темний колір, ніж у дерев, що ростуть на півночі на більш сухих землях.

## Класифікація
Рід містить від 16 до 25 видів:
- Cupressus atlantica
- Cupressus austrotibetica
- Cupressus cashmeriana
- Cupressus chengiana
- Cupressus duclouxiana
- Cupressus dupreziana
- Cupressus fallax
- Cupressus funebris
- Cupressus gansuensis
- Cupressus gigantea
- Cupressus pendula
- Cupressus rushforthii
- Cupressus sempervirens — кипарис вічнозелений
- Cupressus tonkinensis
- Cupressus torulosa
- Cupressus vietnamensis
- Cupressus abramsiana
- Cupressus arizonica
- Cupressus bakeri
- Cupressus benthamii
- Cupressus forbesii
- Cupressus glabra
- Cupressus goveniana
- Cupressus guadalupensis
- Cupressus lusitanica
- Cupressus macnabiana
- Cupressus macrocarpa
- Cupressus montana
- Cupressus nevadensis
- Cupressus nootkatensis
- Cupressus pigmaea
- Cupressus revealiana
- Cupressus sargentii
- Cupressus stephensonii